# كولن باري
كولن باري (بالإنجليزية: Colin Parry)‏ هو لاعب كرة قدم بريطاني في مركز الدفاع، ولد في 16 فبراير 1941 في ستوكبورت في المملكة المتحدة، وتوفي في 13 أغسطس 2020. لعب مع ماكليسفيلد تاون.